# Sólo el amor
Sólo el amor, también conocido como Ángel Parra canta a Pablo Neruda o en francés Ángel Parra chante Pablo Neruda es el trigésimo quinto álbum oficial en estudio del cantautor chileno Ángel Parra como solista. Fue lanzado originalmente en Chile en 2004, y luego reeditado en Europa, en donde el autor vivió varios años producto de su exilio durante la dictadura militar de su país.
Todo el disco se basa en musicalizaciones compuestas por Ángel (salvo la última compuesta por su madre, Violeta Parra) de poemas de Pablo Neruda, ganador del Premio Nobel de Literatura en 1971 y junto con quien publicó el disco Arte de pájaros en 1966. Así, este álbum se suma a una serie de trabajos del cantautor relacionados con otros escritores: Pisagua (1973), basado en una novela de Volodia Teitelboim; Chile de arriba a abajo (1968), en conjunto con el escritor Manuel Rojas; La travesía de Colón (1991), con el español Ramón Chao; Amado, apresura el paso (1995), de la otra Premio Nobel de Literatura de Chile, Gabriela Mistral, y Eróticas (1998), con la francesa Régine Deforges.

## Lista de canciones
Todas las letras escritas por Pablo Neruda, toda la música compuesta por Ángel Parra, salvo que se indique lo contrario. 
| Corazón des Andes |                                                           |               |          |  |
| N.º               | Título                                                    | Música        | Duración |  |
| 1.                | «Puedo escribir los versos más tristes esta noche»        |               | 5:42     |  |
| 2.                | «Desnuda»                                                 |               | 2:38     |  |
| 3.                | «He ido marcando con cruces de fuego»                     |               | 4:50     |  |
| 4.                | «Para mi corazón»                                         |               | 4:24     |  |
| 5.                | «Cuerpo de mujer»                                         |               | 4:29     |  |
| 6.                | «Te recuerdo como eras»                                   |               | 2:36     |  |
| 7.                | «Vendrás conmigo»                                         |               | 5:00     |  |
| 8.                | «Niña morena y ágil»                                      |               | 2:58     |  |
| 9.                | «Amor, cuántos caminos»                                   |               | 5:06     |  |
| 10.               | «En mi cielo al crepúsculo»                               |               | 3:58     |  |
| 11.               | «Me gustas cuando callas»                                 |               | 5:06     |  |
| 12.               | «Te quiero solo» (o «No te quiero sino porque te quiero») | Violeta Parra | 2:28     |  |
| 49:15             |                                                           |               |          |  |